# Menudas piezas
Menudas piezas es una película española de comedia dirigida por Nacho G. Velilla, quien la coescribió con David S. Olivas y Marta Sánchez. Está protagonizada por Alexandra Jiménez, María Adánez, Francesc Orella, Miguel Rellán, Alain Hernández, José Manuel Poga y Luis Callejo, junto a los debutantes Rocío Velayos, Pablo Louazel, Verónica Senra, Kiko Bena y Tuoxin Qiu. Se estrenó en cines españoles el 12 de abril de 2024, de la mano de Paramount Pictures Spain.

## Trama
Después de un traumático e inesperado divorcio, Candela (Alexandra Jiménez) pierde su trabajo en un colegio de élite y tiene que volver al barrio del que salió. Buscando empezar de cero y lograr una segunda oportunidad, empieza a dar clases en su antiguo instituto a estudiantes con problemas de integración. Lo que no se espera es que las clases de ajedrez obran el milagro y estas ovejas negras consiguen creerse por primera vez en su vida que no son unos perdedores y que las cosas pueden cambiar.

## Reparto
- Alexandra Jiménez como Candela
- Luis Callejo como Lope
- Rocío Velayos como Luna
- Pablo Louazel como Diego
- Verónica Senra como Iria
- Kiko Bena como Keko
- Tuoxin Qiu como Yao
- María Adánez como Virginia
- Francesc Orella como Emilio
- Miguel Rellán como Santiago
- Alain Hernández como Lucas
- José Manuel Poga como Germán
- Cristina Alcázar como Natalia

## Producción
En diciembre de 2022, en una entrevista concedida a El Periódico de Aragón, Nacho G. Velilla comentó que prevía empezar durante el primer semestre de 2023 el rodaje de una comedia social basada en hechos reales ocurridos en Zaragoza, cuyo guion había coescrito con David S. Olivas (colaborador habitual de Velilla) y Marta Sánchez. Para abril de 2023, se dijo que Velilla y el equipo de la película estaban buscando localizaciones interiores y exteriores en Zaragoza para el rodaje de la película. El rodaje de la película, finalmente titulada Menudas piezas, comenzó en la ciudad aragonesa a finales de junio de 2023, y para finales de julio se anunció su conclusión.

## Lanzamiento y marketing
El 15 de octubre de 2023, la distribuidora Paramount Pictures Spain programó el estreno en cines de España de Menudas piezas para el 12 de abril de 2024.

## Recepción

### Taquilla
En su primera semana, Menudas piezas se estrenó en 340 cines en España, coincidiendo principalmente con los estrenos de Monkey Man, Emma y el jaguar negro y Sangre en los labios, entre otras cintas. Durante sus primeras cinco semanas en taquilla, superó los dos millones de euros de recaudación, logrando ser la película más taquillera en su primera semana comercial.

### Crítica
Menudas piezas ha recibido críticas mixtas a positivas por parte de los críticos. Juan Pando de Fotogramas le dio a la película tres estrellas de cinco, diciendo que su "magnífico" reparto "le ha dado verosimilitud [a la película]" y que los intérpretes jóvenes "no parecen debutantes", aunque criticó que después de una apertura "portentosa y desternillante", la historia "queda tan arriba que el resto de las sorpresas que se van sucediendo [...] no surten el mismo efecto" y que "sin perder los chispazos cómicos, evoluciona del modo previsible en este tipo de películas con profesores comprometidos". Enid Román Almansa de Cinemanía también le dio a la película tres estrellas de cinco, diciendo que su mensaje es "tan bonito como cabía esperar" y elogió las actuaciones tanto de Alexandra Jiménez como de los actores jóvenes, de los cuales dijo que "son ellos los que consiguen despertar nuestra empatía y darle alma a la película". Carmen L. Lobo de La Razón también le dio a la película tres estrellas de cinco, describiéndola como "una simpática comedia familiar, una blanquísima y bienintencionada Rebelión en las aulas que no da ni más ni de menos de sí". Carmen Puyó de Heraldo de Aragón también le dio a la película seis estrellas de cinco, escribiendo que Nacho G. Velilla "parece especialmente tocado [...] para el humor, que, como en Menudas piezas, va combinando hábilmente con unos cuantos apuntes dramáticos" y que el director "sabe manejarse muy bien en historias que, sin ser redondas, sin que posean hondura narrativa, llegan al público que busca pasar un buen rato en el cine", además de elogiar al reparto, que definió como un "acierto", aunque también dijo que algunas secuencias "se tendrían que haber resuelto con mayor garra" y que "se podrían haber obtenido mejores resultados" en el trabajo coral de los actores.
Jesús Usero de AcciónCine le dio a la película tres estrellas de cinco, diciendo que "intenta ser inspiradora, emotiva, divertida y conciliadora, sin ser empalagosa" y elogiando la decisión de ambientarla en Zaragoza poniendo que "le da a la película una dimensión nueva e interesante a nivel visual, al no estar repitiendo rincones ya conocidos", además de elogiar la actuación de Jiménez diciendo que "sabe insuflar de vida a un personaje que, sin su buen hacer, podía haber hecho que el espectador lo rechazase de plano" y también las de los alumnos escribiendo que dan "vida al alma de la historia", concluyendo que es "una feel good movie de manual que tiene detrás las expertas manos de su director, quien sabe extraer partido a los rincones donde se mueve la historia" y que "cumple con creces dentro del propio género". Ekaitz Ortega de Hobby Consolas le dio a la cinta un 55 de 100, escribiendo que el esquema narrativo "es el esperado en la película" y que la película "pasa ante los ojos del espectador con mucha rapidez [...] es un continuo enfrentamiento en el que no se da respiro al espectador ante el buen ritmo que imprime Nacho G. Velilla a su película", además de describir la factura técnica como " la hadecuada [...] no se le pueden achacar demasiadas pegas: no arriesga y no falla", aunque también criticó la "previsibilidad" de las resoluciones y el reflejo de los estudiantes, diciendo que " llega a exagerar a la hora de dibujarlos", concluyendo que "no convencerá a todos, pero tampoco se puede decir que no cumple con lo esperado". Sofía López de Fila Siete le dio a la película tres estrellas de cinco, escribiendo que "es una comedia para pasar el rato. Sí. Pero tiene cierto poso porque ahora estamos ante una historia basada en hechos reales y que habla de temas relevantes, como la importancia de la educación o la necesidad de luchar y superarse para conseguir objetivos. Y eso siempre es positivo" y que la trama secundaria "da relieve y humaniza al personaje principal [...] en la relación con su padre", además de elogiar el uso de la cinta de la ciudad de Zaragoza.
Yoel González de Contraste le dio a la película tres estrellas de cinco, describiendo el guion como "sencillo y previsible, pero eficaz en su propósito" y diciendo que "aunque se sostiene sobre tópicos y estereotipos, lo hace sin llegar a hacerse pesada", además de describir a su reparto como "convincente", concluyendo que "deja al espectador (sobre todo a los más jóvenes) con un trasfondo de superación y reconciliación, y remarca la importancia de la familia y los maestros en la educación". Martín Ortiz de El Palomitrón dijo que la cinta es "una historia que ya hemos visto, y por eso mismo sabemos que gusta" y que deja "un buen sabor de boca", además de añadir que Jiménez "funciona bien con cualquier compañero que le pongan, sacando lo mejor de sí misma y de quienes la rodean", aunque criticó que "quizás patine con algunos estereotipos de los alumnos".
Noé R. Rivas de Mindies describió como fortalezas de la cinta "la construcción de los personajes, que se alejan de los estereotipos y logran conectar de forma empática con el público" y " la solidez de su guion y la capacidad de Velilla para contar una historia que, a pesar de tocar temas complejos", además de elogiar las actuaciones tanto de Jiménez como de los actores jóvenes, de los cuales dijo que ofrecen "interpretaciones creíbles y llenas de naturalidad, destacando la química y la complicidad que se establece entre ellos", y añadir que la banda sonora "complementa de manera acertada la narrativa", concluyendo que la película "se presenta como una interesante alternativa en el panorama de la comedia española contemporánea". Miguel Pina de Cinemagavia le dio a la película un 7.5 de 10, escribiendo que Velilla "supera de manera notable las claves de la buena comedia y por tanto consigue el objetivo del género" y que la historia "además de risueña consigue ser conmovedora", además de hablar positivamente de las actuaciones de Jiménez, Francesc Orella, Luis Callejo, María Adánez, Alain Hernández y los actores jóvenes, diciendo de estos últimos que "hacen un buen trabajo", y añadir que Zaragoza "ha quedado hermosamente retratada en la película", aunque también criticó "ciertos clichés que se ofrecen en la comparativa entre la educación pública y la privada. Sobre todo en el desarrollo de los personajes más por sus formas que por su fondo", concluyendo que la cinta "vuelve a situar a la comedia española en un buen nivel [...] es divertida, emotiva y con un ritmo adecuado" Mario Hernández de mundoCine le dio a la película cuatro estrellas de cinco, diciendo que "aunque Menudas piezas se contemple como una comedia, esta consigue balancear a la perfección el apartado humorístico con el lado más sentido de la historia" y que el guion es "uno de los más entrañables de este principio de año", además de añadir que la historia "consigue encapsular la importancia del mensaje a las mil maravillas", concluyendo que la película es "una ‘feel good movie’ tan inspiracional como emotiva"
José María Aresté de deCine21.com le dio a la película un 5 de 10, escribiendo que la película "funciona solo a medias, quizá hay demasiado empeño en ser 'cool'" y que "hay momentos tan estupendos como el duelo de rap entre alumno y profesora, pero a cambio momentos descabellados como el de la colisión de dos vehículos", añadiendo que el gran problema de la película es que "claramente falta un pulido a la trama, una mejor definición de personajes, de modo que si asoman la muerte u otras situaciones dolorosas, suframos de verdad con ellos" y que Velilla "parece sentirse más cómodo en la comedia [...] que afrontando el drama puro y duro", aunque elogió el reparto diciendo que los veteranos "se llevan la mejor parte" y que los actores jóvenes son "un nutrido casting" y "se muestran bastante naturales" y que los ciudadanos de Zaragoza "disfrutarán de ver a su ciudad como un personaje más". Euardo Parra de La Opinión de Málaga dijo que aunque la idea "suena bien, incluso podríamos decir y pensar que el resultado final [...] podría saber dulce y enriquecedor", tropieza con "su incapacidad de demostrarnos en todo momento que esos chicos que quieren salvar son en realidad unos desdichados", concluyendo que cree que "no se ha entendido lo que realmente estaba en juego. Esta historia, la real, va de más cosas".

### Premios
14.ª edición de los Premios Simón
| Categoría             | Candidata             | Resultado |
| --------------------- | --------------------- | --------- |
| Mejor actriz          | Stockholm             | Ganadora  |
| Premio Aragón Turismo | Premio Aragón Turismo | Ganadora  |